# Rudnyánszky Endre
Rudnyánszky Endre (1885–1921 vagy 1943?) magyar ügyvéd, katonatiszt és kommunista. 1921-ben bekövetkezett eltűnéséig vezető tisztségeket töltött be nemzetközi és magyar kommunista szervezetekben.

## Életrajza

### Fiatalkora
1885-ben született Magyarországon. Apja Dezséri Rudnyánszky Gyula költő és hírlapíró, édesanyja Réthy Laura primadonna és színésznő. Rudnyánszky Endre ügyvéd lett, és az első világháború alatt besorozták az Osztrák-Magyar Hadseregbe. Lovassági tisztként szolgált, fogságba esett, és 1917-re áttért a bolsevizmusra.

### Politikai karrier
Oroszországban részt vett a Bolsevikok Szövetsége Külföldi Csoportokon belüli Magyar Csoport megalakításában. Kun Béla utódja lett a szövetség elnökeként, amikor utóbbi 1918 végén visszatért Magyarországra. Rudnyánszky 1919 januárjában aláírta a Harmadik Internacionálé létrehozására irányuló felhívást, és márciusban ő volt az egyetlen magyar a Komintern alapító kongresszusán.
Amikor megalakult a Magyar Tanácsköztársaság (szintén 1919 márciusában), Rudnyánszky a kormány moszkvai képviselője lett. 1920-ban, a Komintern második világkongresszusán beválasztották a szervezet végrehajtó bizottságába, és az öttagú elnökségben is részt vett.

### Eltűnése
Miközben még betöltötte ezeket a tisztségeket, Rudnyánszky Endre nem jelent meg a szervezet 1921 júniusi harmadik kongresszusán, jelentős Komintern-pénzekkel a birtokában tűnt el. Eltűnését soha nem magyarázták meg, és Kun Béla szerint távollétében kizárták a pártból. Pierre Broué szerint azonban öt évvel később visszatért Oroszországba, és tizenöt évig börtönben volt, állítólag Oroszországban maradt egészen 1943-ig, amikor utoljára látták.

## Fordítás
- Ez a szócikk részben vagy egészben  az   Endre Rudnyánszky című angol Wikipédia-szócikk ezen változatának fordításán alapul.  Az eredeti cikk szerkesztőit annak laptörténete sorolja fel. Ez a jelzés csupán a megfogalmazás eredetét és a szerzői jogokat jelzi, nem szolgál a cikkben szereplő információk forrásmegjelöléseként.